# Maruša Štangar
Maruša Štangar. slovenska judoistka, * 31. januar 1998. 
Za Slovenijo je nastopila na svetovnih prvenstvih 2018, 2019 in 2021.
Leta 2014 je osvojila bronasto medaljo na poletnih mladinskih olimpijskih igrah 2014. Leta 2018 je osvojila bron na Sredozemskih igrah 2018 v Tarragoni, v kategoriji do 48 kg. Za Slovenijo je nastopila na poletnih olimpijskih igrah 2020 v Tokiu in poletnih olimpijskih igrah 2024 v Parizu.